# 中村元樹
中村 元樹（なかむら げんき、1987年2月7日 - ）は、兵庫県芦屋市出身の元サッカー選手、サッカー指導者。ドイツ、ペルーなどを渡り歩き、アルバニアで初の日本人選手となり、同時に初のプロ契約を結んだ。

## 来歴
小学5年生の時、当時イタリア・ペルージャに所属していた中田英寿の活躍を見て海外でサッカーをすることを意識し始める。6年次にはジーコ主催のサッカースクールに参加し、1ヶ月間のブラジル留学を経験する。帰国後も海外でサッカーをすることを考えていたが、治安や経済的負担など問題で日本の中学・高校に進学する。進学した芦屋市立芦屋高等学校ではサッカー部がなく、フットサル部に所属つつ、社会人チームのFC Breezeに参加していた。
高校卒業後、ドイツに渡りDJK Tus Hordelでプレーする。ユースの代表選手もいる中出場を重ね、カップ戦ではベスト4、リーグ戦では序盤首位を独走するものの後半調子を落とし六位で終えた。その後VfBヒュルスに移り、最初の試合で4アシストを記録する。次の試合にも呼ばれていたが、試合前日の練習中に突如記憶喪失となり、検査のため帰国する。
その後代理人を通じてギリシャ・エスニコス・アステラスFCやベトナム・サイゴン・ポートFCと交渉するがエスニコスとは飛行機のチケットが送られずにテストに参加出来ず、サイゴンでは監督から「日本人は取らない」と言われ、契約には至らなかった。帰国後、高校時代に参加していたFC Breezeで試合に出ていたところ、セレッソ大阪の元ディフェンダー沓掛秀樹に声をかけられ、C大阪の練習に参加した。練習試合でゴールも決めたが、シーズン終盤で数日間しか練習に参加出来ず、ここでも契約は勝ち取れなかった。
セレッソでの練習参加後、ペルー・シエンシアーノの元選手から誘いを受け、ペルーに行くことを決める。2009年、ウニベルシダ・セサル・バジェホに練習生として参加。その後も複数のクラブで練習生として参加し、活躍を見せるがいずれも契約は出来なかった。帰国するか悩んでいたところ、代理人からイスラエルとアルバニアのクラブのテストの誘いを受け、アルバニアに渡った。
アルバニアではKSディナモの練習に参加した後、2部のFKトモリ・ベラトの練習に参加。結果を残してトモリと契約することを決めるが、移籍会見前日に監督が解任されるという憂き目に会う。会長の誘いもあり、2011年1月30日、人生初のプロ契約を結び、同時にビリシュティ・スポルチへのレンタルが決まった。ビリシュティではマケドニア人選手とのルームシェアで生活した。デビュー戦となったアウェイの試合では激しいマークやラフプレーの洗礼を受け、後半20分に交代させられた。次のホーム戦では同点ゴールを決め2-1で勝利し、翌日の新聞では「アルバニアで初めてゴールを上げた日本人」として大きく取り上げられ、次節も一点一アシストを記録し注目を浴びた。しかし、4月23日のKFテルブニ戦後会長が選手の殆どをユースの選手に切り替えた為外国人選手が全員解雇され、中村も解雇された。トモリでは中村を気に入っていた会長が辞任したため、残り半年の契約を解消した。
2012年、インド・モハメダンSCと契約。
2016年2月、単身でアフリカに渡り、マラウイ・プレミアディビジョン（TNMスーパーリーグ）1部のビィ・フォアード ワンダラーズFCと契約し、マラウイ初の日本人プロサッカー選手となる。
マラウイでの契約後は、ビザ発給の遅れから公式戦での出場機会を得られなかったが、2016年7月17日のマラウイスーパーリーグ第13節ウィザースFC戦で、後半20分過ぎにフランシス・ムリンビカに代わってトップ下に入り同国の公式戦初出場を果たし、4-0の勝利に貢献する。。
2017年に世界全大陸（全連盟）でのプレーをするのを目標にし、まだプレーしていなかったオセアニアに赴きニュージーランドのBay Olympic と契約。
2018年、目標を叶え現役を引退。指導者としてサッカースクール「Global Football Academy」を開設している。

## 所属クラブ
- 1993年 - 1999年 打出浜F.F.C
- 1999年 - 2001年 明倫クラブ
- 2001年 - 2002年 芦屋市立精道中学校
- 2003年 - 2005年 芦屋市立芦屋高校フットサル部
- 2005年 - 2006年 DJK Tus Hordel
- 2006年 - 2007年 VfB Hüls（en）
- 2007年 - 2008年  FC Breeze
- 2009年 - 2010年FC Carper AELU
- 2011年  FKトモリ・ベラト
  - 2011年1月 - 4月  ビリシュティ・スポルチ（英語版）（期限付き移籍）
- 2012年 - 2013年  モハメダンSC（英語版）
- 2014年1月 - 5月  Manila All-Japan F.C.
- 2014年10月  ランサンイントラFC
- 2016年3月 - 12月  ビィ・フォアード ワンダラーズFC
- 2017年  Bay Olympic

## 個人成績
| 国内大会個人成績 | 国内大会個人成績      | 国内大会個人成績 | 国内大会個人成績 | 国内大会個人成績               | 国内大会個人成績           | 国内大会個人成績 | 国内大会個人成績 | 国内大会個人成績 | 国内大会個人成績 | 国内大会個人成績 | 国内大会個人成績 |
| 年度             | クラブ                | 背番号           | リーグ           | リーグ戦                       | リーグ戦                   | リーグ杯         | リーグ杯         | オープン杯       | オープン杯       | 期間通算         | 期間通算         |
| 年度             | クラブ                | 背番号           | リーグ           | 出場                           | 得点                       | 出場             | 得点             | 出場             | 得点             | 出場             | 得点             |
| アルバニア       | アルバニア            | アルバニア       | アルバニア       | リーグ戦                       | リーグ戦                   | リーグ杯         | リーグ杯         | オープン杯       | オープン杯       | 期間通算         | 期間通算         |
| ---------------- | --------------------- | ---------------- | ---------------- | ------------------------------ | -------------------------- | ---------------- | ---------------- | ---------------- | ---------------- | ---------------- | ---------------- |
| 2010-11          | ビリシュティ          |                  | 2部              | 9                              | 2                          |                  |                  |                  |                  |                  |                  |
| インド           | インド                | インド           | インド           | リーグ戦                       | リーグ戦                   | リーグ杯         | リーグ杯         | オープン杯       | オープン杯       | 期間通算         | 期間通算         |
| 2011-12          | モハメダン            |                  | Iリーグ2部       |                                |                            |                  |                  |                  |                  |                  |                  |
| フィリピン       | フィリピン            | フィリピン       | フィリピン       | リーグ戦                       | リーグ戦                   | リーグ杯         | リーグ杯         | オープン杯       | オープン杯       | 期間通算         | 期間通算         |
| 2013-14          | Manila All-Japan F.C. |                  | 2部              | 14                             | 12                         |                  |                  |                  |                  |                  |                  |
| ラオス           | ラオス                | ラオス           | ラオス           | リーグ戦                       | リーグ戦                   | リーグ杯         | リーグ杯         | オープン杯       | オープン杯       | 期間通算         | 期間通算         |
| 2014-15          | ランサンイントラ      |                  | 2部              |                                |                            | 3                |                  | 3                |                  |                  |                  |
| マラウイ         | マラウイ              | マラウイ         | マラウイ         | リーグ戦                       | リーグ戦                   | リーグ杯         | リーグ杯         | オープン杯       | オープン杯       | 期間通算         | 期間通算         |
| 2015-16          | ワンダラーズ          | 15               | 1部              | 2                              | 0                          | 5                | 0                | 10               | 0                | 17               | 0                |
| 通算             | アルバニア            | アルバニア       | 2部              | 9                              | 2\|\|\|\|\|\|\|\|\|\|\|\|  |                  |                  |                  |                  |                  |                  |
| 通算             | インド                | インド           | Iリーグ2部       | \|\|\|\|\|\|\|\|\|\|\|\|\|\|   |                            |                  |                  |                  |                  |                  |                  |
| 通算             | フィリピン            | フィリピン       | 2部              | 14                             | 12\|\|\|\|\|\|\|\|\|\|\|\| |                  |                  |                  |                  |                  |                  |
| 通算             | ラオス                | ラオス           | 2部              | \|\|\|\|3\|\|\|\|3\|\|\|\|\|\| |                            |                  |                  |                  |                  |                  |                  |
| 通算             | マラウイ              | マラウイ         | 1部              | 2                              | 0                          | 5                | 0                | 10               | 0                | 17               | 0                |
| 総通算           | 総通算                | 総通算           | 総通算           | \|\|\|\|\|\|\|\|\|\|\|\|\|\|   |                            |                  |                  |                  |                  |                  |                  |

## メディア出演
- 『世界の村で発見!こんなところに日本人』（2017年3月14日、テレビ朝日）